# Ścieżka lewej ręki i ścieżka prawej ręki

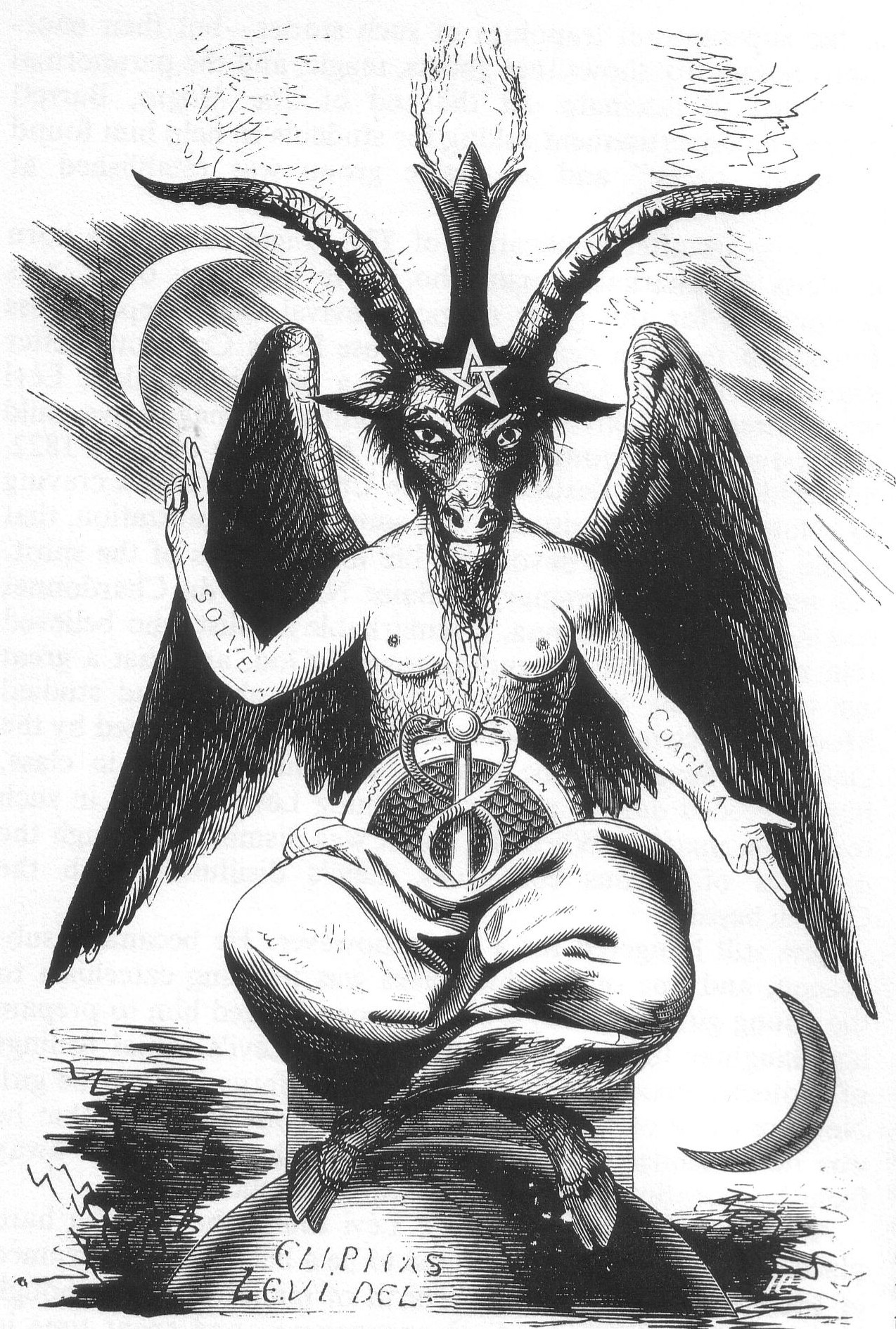
Postać Baphometa, przedstawiona przez Éliphasa Lévi w Dogme et Rituel de la Haute Magie (1856), została przyjęta jako symbol przez zwolenników systemów wierzeń ścieżki lewej ręki.

Ścieżka lewej ręki i ścieżka prawej ręki – w zachodnim ezoteryzmie terminy odnoszące się do dwóch przeciwstawnych podejść do magii. Różne grupy zajmujące się okultyzmem i magią ceremonialną używają tej terminologii, aby ustanowić dychotomię, często upraszczaną jako (złośliwa) czarna magia po lewej i (dobroczynna) biała magia po prawej stronie. Inni traktują ścieżki lewą i prawą jako odmienne podejścia do magii, bez przypisywania im pozytywnych lub negatywnych konotacji.
Terminy te wywodzą się z tantry: ścieżka prawej ręki (RHP, dakṣiṇācāra) odnosi się do tradycji magicznych przestrzegających określonych kodeksów etycznych i respektujących konwencje społeczne, podczas gdy ścieżka lewej ręki (LHP, vāmācāra) opiera się na łamaniu tabu i odrzucaniu ustalonych norm moralnych. Współcześni okultyści, tacy jak Peter Carroll, podkreślają, że obie ścieżki mogą być stosowane przez praktykującego magię, ponieważ ich ostateczne cele pozostają zbliżone.

## Terminologia

### Ścieżka prawej ręki
Ścieżka prawej ręki jest powszechnie uważana za odnoszącą się do grup magicznych lub religijnych, które przestrzegają określonego zestawu cech:
- Dzielą koncepcje umysłu, ciała i ducha na trzy oddzielne, choć powiązane ze sobą, byty.
- Przestrzegają określonego kodeksu moralnego i wierzą w pewną formę osądu, taką jak karma lub Prawo Trójpowrotu[1].

Okultystka Dion Fortune uważała religie abrahamowe za należące do RHP.

### Ścieżka lewej ręki
Historyk Dave Evans badał samozwańczych zwolenników ścieżki lewej ręki na początku XXI wieku, dokonując kilku obserwacji na temat ich praktyk:
- Często odrzucają konwencje społeczne i status quo, co niektórzy argumentują jako poszukiwanie duchowej wolności. W ramach tego zwolennicy LHP przyjmują techniki magiczne, które tradycyjnie byłyby postrzegane jako tabu, na przykład używanie magii seksualnej lub przyjmowanie satanistycznej symboliki[1]. Jak napisał Mogg Morgan, „łamanie tabu czyni magię bardziej potężną i może prowadzić do reintegracji i wyzwolenia, [na przykład] jedzenie mięsa w społeczności wegetariańskiej może mieć ten sam wyzwalający efekt, co stosunek analny w społeczeństwie seksualnie zahamowanym"[5].
- Często kwestionują dogmaty religijne lub moralne, zamiast tego przestrzegając form osobistego anarchizmu[1].
- Często korzystają z seksualności i włączają ją do rytuału magicznego[1].

## Historia terminów

### Tantra i Helena Bławatska
Vāmācāra to sanskrycki termin oznaczający „osiągnięcie lewą ręką". Przeciwstawny termin to dakshinachara. Zachodnie użycie terminów „ścieżka lewej ręki” i „ścieżka prawej ręki” pochodzi od Heleny Bławatskiej, XIX-wiecznej okultystki, która założyła Towarzystwo Teozoficzne. Podróżowała po częściach południowej Azji i opisywała spotkania z wieloma mistykami i praktykującymi magię w Indiach i Tybecie. Rozwinęła termin „ścieżka lewej ręki” jako tłumaczenie terminu vamachara, indyjskiej praktyki tantrycznej, która kładła nacisk na łamanie hinduskich tabu społecznych poprzez odbywanie stosunków seksualnych w rytuale, picie alkoholu, jedzenie mięsa i gromadzenie się na cmentarzach, jako część praktyki duchowej. Termin vamachara dosłownie oznaczał „droga lewej ręki” w sanskrycie, i to od tego Bławatska po raz pierwszy ukuła termin.
Po powrocie do Europy Blavatsky zaczęła używać tego terminu, co było dla niej stosunkowo łatwe, ponieważ w wielu krajach europejskich lewa strona od czasów łaciny klasycznej była już kojarzona ze złem i pechem. Jak zauważył historyk Dave Evans, homoseksualistów nazywano „leworęcznymi”, a w krajach protestanckich katolików rzymskich określano mianem left-footer (dosł. lewo-stopniowców).

### Przyjęcie do zachodniej tradycji ezoterycznej
W 1875 Helena Bławatska założyła Towarzystwo Teozoficzne w Nowym Jorku. W swojej pracy literackiej, w tym w książce Isis Unveiled (1877), wprowadziła pojęcia „ścieżki lewej ręki” (LHP) oraz „ścieżki prawej ręki” (RHP). Przy czym stwierdziła, że podążała ścieżką RHP, podczas gdy zwolennicy LHP byli postrzegani jako praktycy czarnej magii stanowiący zagrożenie dla społeczeństwa. Jej dualistyczne pojęcie szybko zyskało popularność w środowisku okultystycznym, które, jak zauważył historyk Dave Evans, nie znało wcześniej tego podziału w zachodniej tradycji ezoterycznej. Współczesne postacie takie jak Dion Fortune, założycielka Society of the Inner Light, również popierały RHP, przy czym twierdziły, że zwolennicy LHP byli homoseksualistami, a hinduscy służący stosowali rytuały magiczne poświęcone bogini Kali przeciwko europejskim panom.
Aleister Crowley rozwinął i spopularyzował te pojęcia w kręgach okultystycznych, odnosząc się do „braci ścieżki lewej ręki” jako osób, które nie osiągnęły stopnia Magister Templi w jego systemie ceremoniału magicznego. Crowley również opisał moment, w którym Adeptus Exemptus wybiera przejście przez Otchłań, symbolizującą konieczność całkowitej destrukcji ego, aby osiągnąć wyższy stan – stając się „dziecię otchłani” i gwiazdą w systemie Crowleya. W przeciwnym razie, jeśli adept zachowa choćby fragment ego, zostanie zatrzymany w procesie transformacji, co prowadzi do jego ostatecznej destrukcji.
Jednak nie wszyscy w okultystycznym środowisku akceptowali to rozróżnienie. Arthur Edward Waite, chociaż był uznawany za zwolennika LHP przez Fortune, nie uznawał terminologii LHP i RHP, twierdząc, że są to nowo wprowadzone pojęcia, a w jego przekonaniu nie były one tożsame z czarną i białą magią. Pomimo prób Waite’a, utożsamienie LHP z czarną magią zostało szeroko rozpowszechnione w literaturze, w tym w powieściach Dennisa Wheatleya, który powiązał te pojęcia z satanizmem i komunizmem, traktowanymi jako zagrożenie dla tradycyjnego społeczeństwa brytyjskiego.

### Druga połowa XX w.
W drugiej połowie XX wieku różne grupy zaczęły identyfikować się jako zwolennicy LHP, choć nie utożsamiały tego z czarną magią. W 1975 Kenneth Grant, uczeń Crowleya, wyjaśnił w książce Cults of the Shadow, że jego grupa, Typhonian Order, praktykowała LHP, który w jego rozumieniu pochodził z tradycji wschodniego tantryzmu i polegał na kwestionowaniu tabu, przy jednoczesnym dążeniu do równowagi z RHP.